# Alnus glutinosa

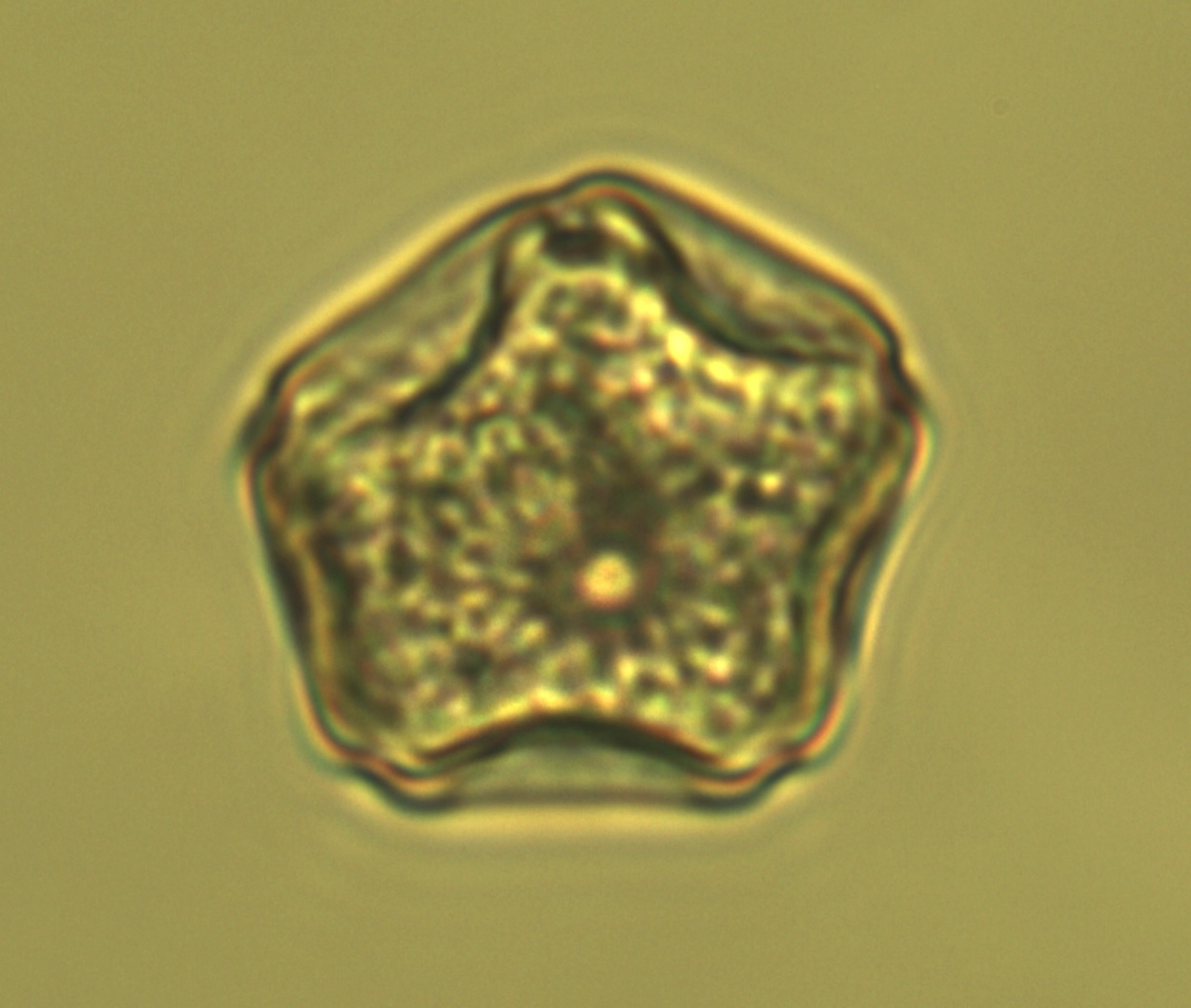
Polline al microscopio

L'ontano nero od ontano comune (Alnus glutinosa (L.) Gaertn., 1790) è una pianta arborea appartenente alla famiglia Betulaceae. È presente in tutta l'Europa, nel Nordafrica, nell'Asia minore, in Siberia e nell'Asia orientale.

## Caratteri botanici

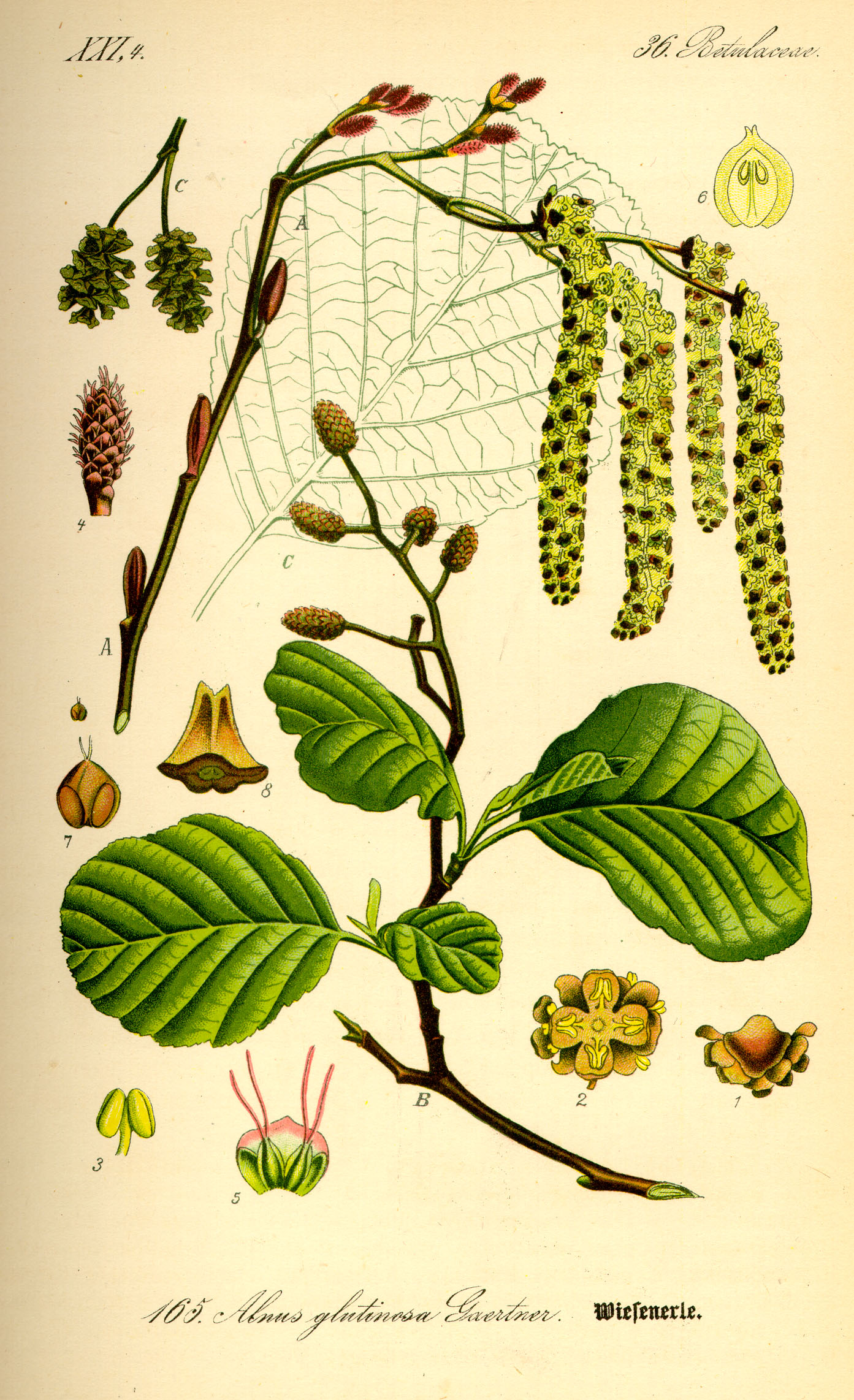
Tavola botanica

L'ontano nero è un albero alto intorno ai 10 metri, eccezionalmente fino a 20-25 metri, talvolta con portamento arbustivo, con corteccia fessurata longitudinalmente, di colore nero. Il legno e le radici hanno una caratteristica colorazione variabile dal giallo-aranciato al rosso-aranciato.
Le foglie sono caduche, sparse e picciolate. Hanno lamina coriacea, glabra, subrotonda od obovata, incuneata alla base e tronca o leggermente insinuata all'apice. Il margine è dentellato. La pagina inferiore è appiccicosa, specie nelle foglie giovani (da cui l'epiteto specifico "glutinosa"), e mostra ciuffi sparsi di peli all'ascella delle nervature.
Come tutte le specie della stessa famiglia, l'ontano nero è una pianta monoica, con fiori a sessi separati portati sulla stessa pianta. Sia i fiori femminili sia quelli maschili sono molto piccoli e riuniti in infiorescenze ad amento. Gli amenti femminili sono riuniti in piccoli gruppi di 3-6, lungamente peduncolati ed eretti. Hanno una forma ellissoidale e sono di colore verde. Nella forma ricordano gli strobili delle Conifere e sono lunghi 1-1,5 cm. Gli amenti maschili sono riuniti in gruppi di 3-5, sono penduli e cilindrici, lunghi fino a 6 cm, di colore giallo-verdastro. La fioritura ha luogo alla fine dell'inverno, in febbraio-marzo, ma esiste una marcata variabilità, protraendosi dal pieno inverno nelle regioni calde alla tarda primavera in quelle più fredde.
Gli amenti femminili evolvono in infruttescenze nere di consistenza legnosa, pendule, con brattee fruttifere patenti e persistenti anche dopo la disseminazione del frutto. I resti delle infruttescenze possono persistere anche per più anni. Il frutto è un piccolo achenio alato.

## Ecobotanica

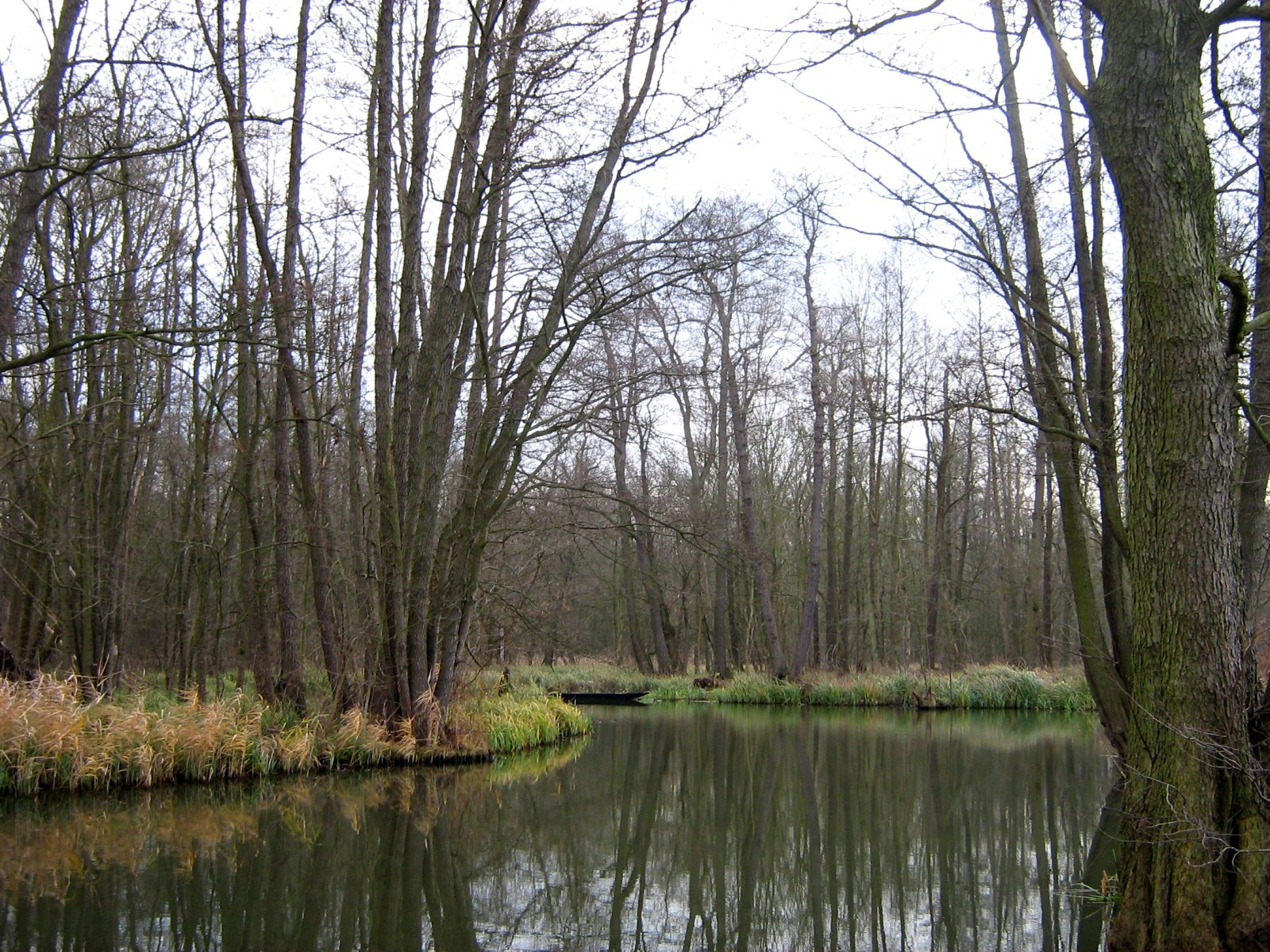
Popolazione di ontani in Germania

In Italia l'ontano nero vegeta dal livello del mare fino agli 800 metri di altitudine, spingendosi raramente oltre i 1200 metri. Presente in tutte le regioni, è una specie igrofita che richiede la presenza costante di umidità, perciò la si rinviene in terreni acquitrinosi, in paludi e, soprattutto, lungo i corsi d'acqua.
È un elemento tipico della vegetazione riparia, associato ad altre piante tipiche di questo ambiente, come i salici, i pioppi, ecc. Nell'Italia meridionale e nelle isole è frequentemente associato all'oleandro e ai salici ed è spesso l'elemento arboreo di maggior sviluppo lungo i corsi d'acqua.
Un aspetto particolare è la relazione simbiontica delle radici degli ontani con microrganismi azotofissatori del genere Frankia, facenti parte degli attinomiceti, un gruppo di batteri a crescita miceliare. Questi sono in grado di indurre la formazione di noduli radicali (chiamati anche tubercoli) con un meccanismo analogo a quello dei rizobi delle Leguminose.
Gli ontani sono quindi specie che arricchiscono il suolo di azoto.

## Utilità

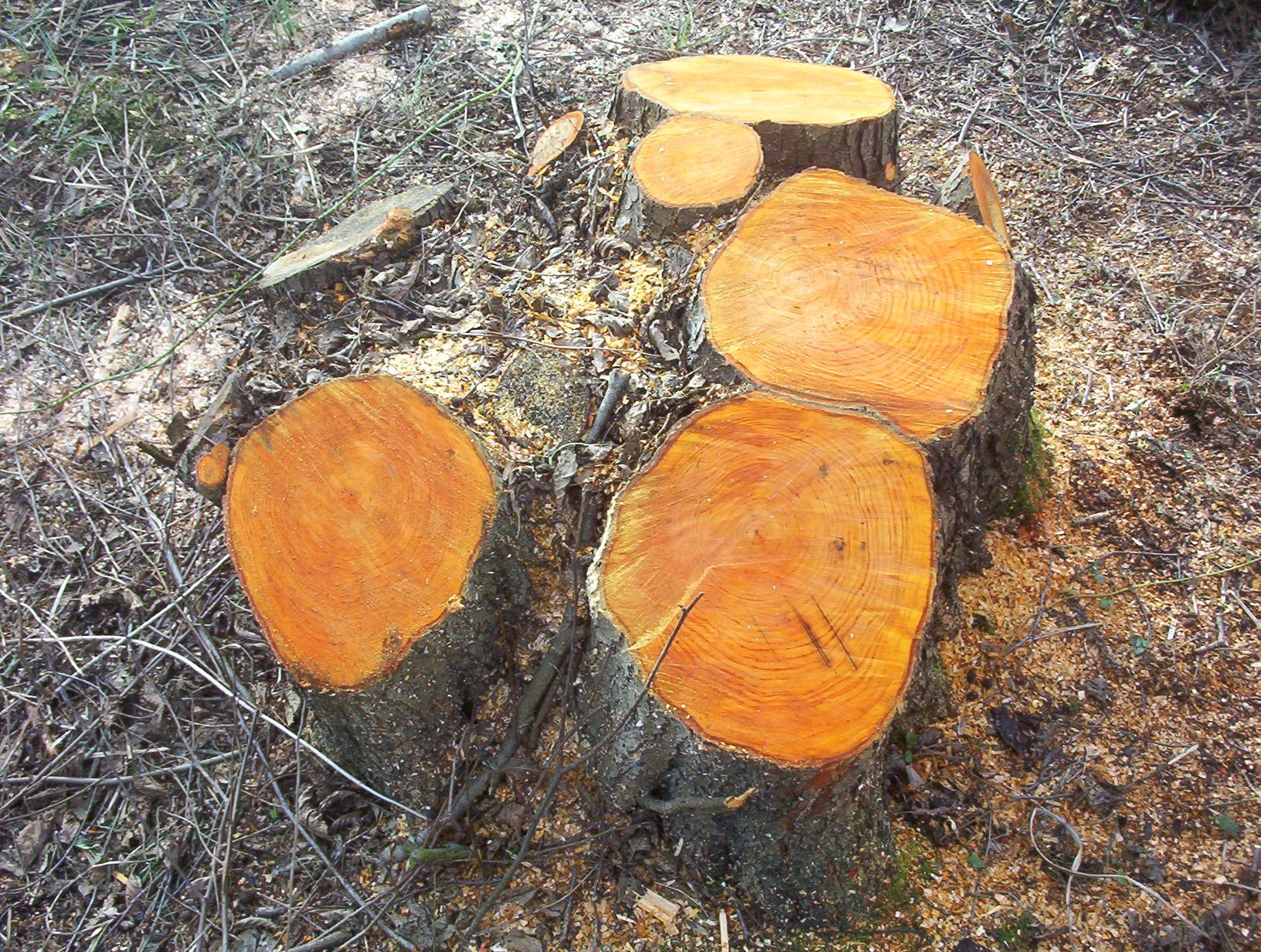
Ceppaia di ontano dopo un recente taglio

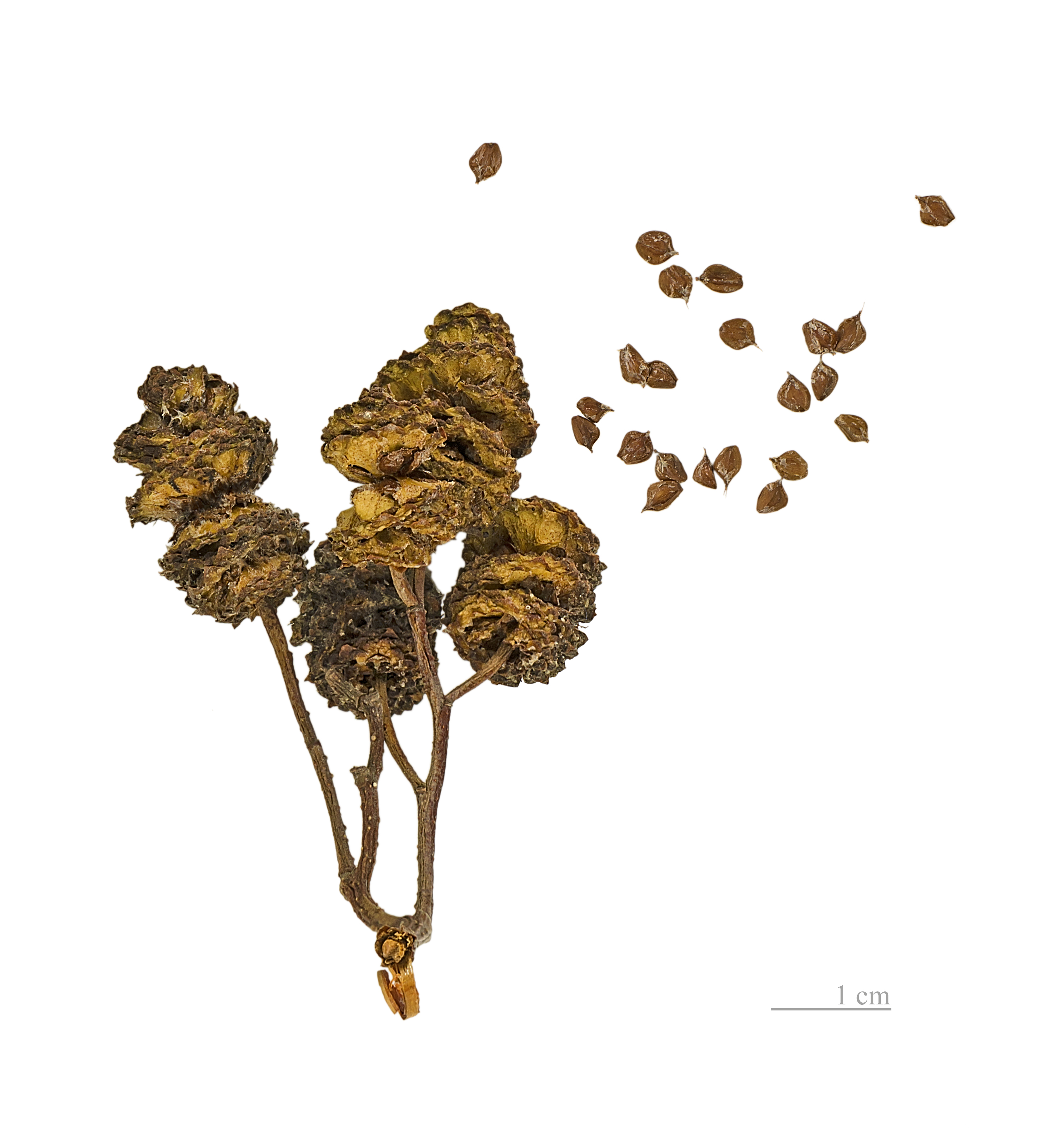
Infruttescenza e semi di Alnus glutinosa

Oltre a svolgere una funzione ecologica nel mantenimento degli ecosistemi fluviali, le formazioni pure o miste a ontano nero sono utili per il consolidamento delle sponde dei corsi d'acqua e ricoprono perciò un ruolo collaterale di tutela dell'ambiente contro i dissesti idrogeologici.
Sotto l'aspetto tecnologico può fornire legname da impiegare in piccoli lavori di falegnameria, di ebanisteria e per la realizzazione di pavimenti in legno. Il legno dell'ontano nero appena tagliato si presenta giallo-aranciato, ma con la stagionatura assume un colore rosso-arancio.
In merito alle proprietà meccaniche si presenta come un legno semiduro e omogeneo, di notevole durevolezza in sommersione. Per questo motivo, soprattutto in passato, era largamente impiegato come legname da opera per manufatti sommersi. Il legno di ontano è stato, infatti, notoriamente usato nel corso della storia dell'uomo per allestire la palificazione di sostegno delle palafitte o per realizzare manufatti idraulici; è stato inoltre impiegato per costruire le fondazioni delle costruzioni a Venezia.

## Proprietà curative
La corteccia dell'ontano nero contiene tannini, alnulina, protoalnulina, emodina. A questi principi attivi, in particolare i tannini, sono attribuite proprietà febbrifughe, blandamente antinfiammatorie, astringenti. Il decotto della corteccia è inoltre impiegato nell'industria dei liquori come componente degli amari.
Le foglie hanno invece proprietà diuretiche e astringenti. La farmacopea popolare attribuisce alle foglie anche proprietà antireumatiche, vermifughe, antisecretive e in particolare, galattofughe. Nella tradizione popolare si usavano le foglie di ontano nero per ridurre la sudorazione o la secrezione lattea.